# 中國—幾內亞關係
中國—幾內亞關係（法語：Relations entre la Chine et la Guinée）是指中國與幾內亞历史上与现代的双边關係。兩國在1959年10月4日建交，而幾內亞是第一個與中華人民共和國建交的撒哈拉以南的非洲國家。此後兩國友好關係順利發展。

## 政治交流

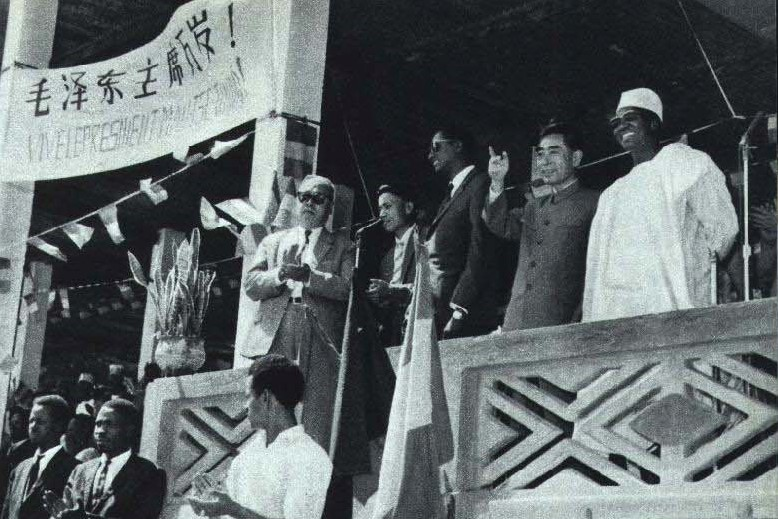
1964年1月21日，中国访问几内亚，周恩来与杜尔总统

1958年，几内亚获得独立后，同时得到了中华人民共和国及退守到台湾岛的中華民國的外交承认，尽管在与中国的建交事宜上受到了美国的压力，但几内亚首任总统杜爾奉行“积极的中立主义”外交政策，优先发展与包括中华人民共和国在内的社会主义阵营国家的关系，亦于1959年10月4日与中华人民共和国建立正式外交关系。
1971年10月25日，在第26屆聯合國大會上幾內亞参与提出了「恢復中華人民共和國在聯合國的合法權利」，支持中华人民共和国加入联合国。

## 经济关系

### 双边贸易
1960年9月，中國與幾內亞簽訂了貿易與支付協定，在1988年7月又簽訂了貿易協定。2022年，中國與幾內亞双边贸易额约68.1亿美元，同比增长37.7％，其中，中國出口22.8亿美元，进口45.3亿美元。中國主要出口機電產品、鞋類、摩托車，進口鐵礦砂、铝礦石、木材。

### 投资
1984年，兰萨纳·孔戴总统上台后实行自由经济政策，改善投资环境，而中国企业也加强了对几内亚各领域的投资力度。

## 人文交流

### 援助
在与几内亚建交前的1959年5月，中国向处于饥荒中的几内亚提供了1.5万吨大米救济。建交以来，中国对几内亚的开发援助日益增加，并为几援建了广播电视中心、人民宫、水电站、自由电影院、卷烟火柴厂、总统府、体育场等大型工程项目。